# Christian County, Illinois
Christian County är ett administrativt område i delstaten Illinois, USA, med 34 800 invånare. Den administrativa huvudorten (county seat) är Taylorville.

## Geografi
Enligt United States Census Bureau har countyt en total area på 1 854 km². 1 837 km² av den arean är land och 17 km² är vatten.

### Angränsande countyn
- Macon County - nordost
- Shelby County - sydost
- Montgomery County - sydväst
- Sangamon County - nordväst

### Större orter
- Taylorville med   11 400 invånare
- Pana – 5 600